# قضیه بطلمیوس

هنگامی که چهارضلعی محاطی باشد، حالت تساوی رخ می‌دهد.

اگر {\displaystyle \;ABCD} یک چهار ضلعی دلخواه باشد آنگاه داریم {\displaystyle AB\times CD+BC\times DA\geq AC\times BD} و تساوی هنگامی اتفاق می افتد که {\displaystyle \;ABCD} یک چهارضلعی محاطی باشد.
توجه: {\displaystyle \;AC} و {\displaystyle \;BD} دو قطر چهارضلعی‌اند.

## اثبات
نقطه {\displaystyle \;E} طوری انتخاب می کنیم که مثلث {\displaystyle \;DCE} متشابه با {\displaystyle \;ABC} شود. حال چون
{\displaystyle \angle DCE=\angle BCA} پس {\displaystyle \angle LCD=\angle ACE} همچنین به دلیل تشابه دو مثلث {\displaystyle \;ABC} و {\displaystyle \;DCE} داریم {\displaystyle {\frac {BC}{AC}}={\frac {DC}{CE}}} دو نتیجه اخیر نشان از تشابه دو مثلث {\displaystyle \;BCD} و {\displaystyle \;ACE} دارد و این خود رابطه {\displaystyle {\frac {AE}{BD}}={\frac {AC}{BC}}\Rightarrow AE={\frac {AC\times BD}{BC}}} را نتیجه می دهد. حال در مثلث {\displaystyle \;ADE} طبق نامساوی مثلثی داریم: {\displaystyle AD+DE\geq AE} به جای {\displaystyle \;AE} مقدار {\displaystyle {\frac {AC\times BD}{BC}}} را قرار داده و دو طرف نامساوی را در {\displaystyle \;BC} ضرب می کنیم. رابطه {\displaystyle BC\times ad+BC\times DE\geq AC\times BD} حاصل می شود. حال تنها کافی است نشان دهیم {\displaystyle BC\times DE=AB\times DC} که این نیز از تشابه دو مثلث {\displaystyle \;ABC} و {\displaystyle \;DCE} به دست می آید.

## نتایج
- اگر {\displaystyle \;ABC} یک مثلث متساوی‌الاضلاع باشد و {\displaystyle \;P} نقطه ای دلخواه بیرون از مثلث و درون زاویه {\displaystyle \;{\hat {A}}} آنگاه داریم {\displaystyle PA\leq PB+PC} و هنگامی که {\displaystyle \;P} روی کمان {\displaystyle \;{BC}} از دایره محیطی مثلث باشد، تساوی رخ می دهد